# All Is Wild, All Is Silent
All Is Wild, All Is Silent — третий студийный альбом американской пост-рок группы Balmorhea. Он был издан 10 марта 2009 года лейблом Western Vinyl. Для этого альбома были привлечены Аиша Бёрнс, Трэвис Чепмен, Николь Керн и Тейлор Техан.

## Отзывы
| Оценки критиков | Оценки критиков |
| Источник        | Оценка          |
| --------------- | --------------- |
| Allmusic        | [ 1 ]           |
| Pitchfork Media | 7.6/10          |
| Sputnikmusic    | [ 3 ]           |

Альбом получил положительные отзывы музыкальных критиков и интернет-изданий.
Франсуа Кутюр из AllMusic отметил, что «Вы следите за группой, которая вам нравится — она не фантастическая, но хороша в своём деле — и в какой-то момент вам кажется, что вы знаете, чего ожидать. А потом они бросают бомбу. Именно так поступили Balmorhea с альбомом All Is Wild, All Is Silent. Их предыдущая работа, Rivers Arms, была милым и нежным акустическим пост-роком, с фортепиано, гитарой, изредка скрипкой или басом. С All Is Wild, All Is Silent мы все ещё находимся в рамках пост-рока, но внезапно у группы выросли крылья и яйца! И участники тоже! Некогда дуэт Майкла Мюллера и Роба Лоу превратился в полноценный секстет, в который также входят Айша Бёрнс, Трэвис Чепмен, Николь Керн и Тейлор Техан (не уверен, кто именно, но Бёрнс уже выступала со скрипкой на предыдущем альбоме, а ухо не напрягается, чтобы уловить банджо, контрабас и перкуссию). Если состав стал больше, то и музыка стала кинематографичнее: В Rivers Arms все сводилось к интимности (скелетные мелодии, простые аранжировки), и даже случайные полевые записи намекали на небольшие пространства (задний двор, школьный двор), но на этом диске представлена экспансивная музыка, напоминающая канадские прерии, американский Средний Запад или даже дикую, грубую красоту Швеции и Исландии (и да, сравнения с Sigur Rós неизбежны, приветствуются и воспринимаются как комплимент). С самого начала „Settler“ задаёт настроение минорной мелодией, которая достигает симфонических пропорций и нагоняет тоску, когда вступает ритм-секция. „Remembrance“ имеет сильный привкус Эннио Морриконе, а „Truth“ начинается как струнная композиция Sigur Rós — однако Balmorhea оказывается более буколической, а пост-рок группы лишён шумовых/текстурных электрогитар. Все акустическое и изысканно аранжированное, а бесспорной изюминкой альбома является фортиссимо фортепиано в самом конце „Truth“, которое сразу же переключается в тихий регистр, переходя в „November 1, 1832“, красивую мелодию с вокалом без слов в исполнении приглашённой Джеси Фортино — этот отрывок будет вызывать у вас мурашки по коже ещё долгие годы. Проще говоря, красивее инструментальной музыки не придумаешь. Настоятельно рекомендуем».

## Список композиций
| №  | Название            | Длительность |
| -- | ------------------- | ------------ |
| 1. | «Settler»           | 6:39         |
| 2. | «March 4, 1831»     | 2:06         |
| 3. | «Harm and Boon»     | 8:05         |
| 4. | «Elegy»             | 2:19         |
| 5. | «Remembrance»       | 5:49         |
| 6. | «Coahuila»          | 3:31         |
| 7. | «Night in the Draw» | 4:09         |
| 8. | «Truth»             | 7:05         |
| 9. | «November 1, 1832»  | 2:32         |